# Đại Lào
Đại Lào là một xã thuộc thành phố Bảo Lộc, tỉnh Lâm Đồng, Việt Nam.

## Hành chính
Xã Đại Lào được chia thành 13 thôn, gồm các thôn: 1, 2, 3, 4, 5, 6, 7, 9, 10, 11, 12, 13 và 14.

## Địa lý
Xã Đại Lào nằm ở phía tây nam thành phố Bảo Lộc, có vị trí địa lý:
- Phía đông giáp huyện Bảo Lâm
- Phía tây và phía nam giáp huyện Đạ Huoai và huyện Bảo Lâm
- Phía bắc giáp xã Lộc Châu.

Xã Đại Lào có diện tích 60,57 km², dân số năm 2022 là 14.032 người, mật độ dân số đạt 231 người/km².
Xã có tuyến Quốc lộ 20 đi qua.

## Lịch sử
Ngày 18 tháng 6 năm 1999, Chính phủ ban hành Nghị định số 38/1999/NĐ-CP về việc thành lập xã Đại Lào trên cơ sở 6.220 ha diện tích tự nhiên và 16.457 nhân khẩu của xã Lộc Châu.
Ngày 8 tháng 4 năm 2010, Chính phủ ban hành Nghị quyết 19/NQ-CP về việc thành lập thành phố Bảo Lộc thuộc tỉnh Lâm Đồng. Xã Đại Lào trực thuộc thành phố Bảo Lộc.
Ngày 21 tháng 1 năm 2020, HĐND tỉnh Lâm Đồng ban hành Nghị quyết số 166/NQ-HĐND về việc:
- Sáp nhập Thôn 8 vào một phần Thôn 7.
- Sáp nhập một phần Thôn 7 vào Thôn 9.